# Louis Perrois
Louis Perrois, né en 1942, est un ethnologue et anthropologue français, spécialiste des arts et cultures anciennes d'Afrique centrale, principalement du Gabon et du Cameroun

## Biographie
Louis Perrois est chercheur à l'Orstom de 1964 à 1998. En 1969, il soutient à la Sorbonne une thèse de doctorat d'État, intitulée La statuaire rituelle des Fañ du gabon : Essai d'analyse stylistique. Il est directeur de recherche. Il séjourne au Gabon de 1965 à 1975, et est durant plusieurs années directeur du musée des arts et traditions du Gabon, créé à Libreville par les chercheurs de l'Orstom en 1963 et qui devient Musée national des arts et traditions du Gabon en 1976. Il est ensuite directeur de l'information scientifique à l'Orstom, de 1988 à 1995.

## Activités de recherche et éditoriales
Il consacre sa thèse à la statuaire fang et la publie en 1972 sous l'intitulé La Statuaire fang, Gabon. Il publie en 1997 Patrimoines du Sud. Collections du Nord - Trente ans de recherche à propos de la sculpture africaine, et avec Jean-Paul Notué, Rois et Sculpteurs de l'Ouest Cameroun. La panthère et la mygale.

## Sélection de publications
- « Aspects de la sculpture traditionnelle du Gabon », in Anthropos no 63-64, 1968-1969, p. 869-888, [lire en ligne]
- « Le rôle des musées et des centres d'archives culturelles dans l'étude des problèmes esthétiques en Afrique noire », Cahiers de l'Orstom. Série Sciences humaines, 1971, vol.8, no 4, p. 339-348, [lire en ligne]
- Art ancestral du Gabon, Nathn, Musée Barbier-Müller, 1985
- Les chefs-d'œuvre de l'art gabonais au Musée des arts et traditions de Libreville, Rotary Club de Libreville-Okoumé, 1986
- Anthropologie et histoire : les arts plastiques du Nord-Ouest Cameroun, 1988
- L’Art Fang. Guinée équatoriale, Aurore Éditions d’Art, 1991
- Rois et sculpteurs de l'ouest Cameroun : la panthère et la mygale, Karthala, ORSTOM, 1997
- L'esprit de la forêt : terres du Gabon, Musée d'Aquitaine, Somogy, 1997, [lire en ligne] (extrait)
- Patrimoines du sud, collections du nord : trente ans de recherche à propos de la sculpture africaine, Gabon, Cameroun, ORSTOM, 1997, compte-rendu de Michèle Coquet
- Fang, 5 Continents, 2006
- Punu, 5 Continents, 2008 (en collaboration avec Charlotte Grand-Dufay)
- Kota, 5 Continents, 2012
- Cameroun : hautes terres de l'ouest et forêts du sud,  Galerie Bernard Dulon, 2013

Documents filmiques
- (co-réalisation) La Panthère et la tortue, avec Claude Augot, Alain Pigot, Jean-Baptiste Engabadi, prod. ORTF, Radio Télévision gabonaise, ORSTOM, 40 min, [lire en ligne].